# The Flirts
The Flirts — американская поп-группа 1980-х годов.

## История группы
Группа была создана продюсером Бобби Орландо в 1980 году. Он занимался подбором участниц, писал для группы песни и играл на инструментах. В составе группе было три участницы. С каждым новым альбомом в группе происходила смена состава, и через группу прошло более десятка вокалисток, не считая бэк-вокала, в том числе Линда Джо Риццо, позже переехавшая из США в Германию и сделавшая там сольную карьеру в итало-диско. Наиболее известными их песнями в Западной Европе и США были: «Passion», «Danger», «Helpless» and «Jukebox (Don’t Put Another Dime)». Участницы группы часто выступали в белых сценических костюмах, верхняя часть которых была стилизована под униформу.
В 1985 группа с песней «You and Me» возглавила танцевальный чарт журнала «Billboard» (чарт назывался тогда «Billboard Hot Dance/Disco»).

## Участники группы
- Бобби Орландо
- Kimberley Fay (1981—1982)
- Bernadette O’Reilly (1981—1982)
- Pamela Leonard (1981, 1983—1984)
- Cherie Bender
- Trish Vogel (1982)
- Sandra D’Key (1982)
- Andrea Del Conte (1982—1983)
- Rebecca Sullivan (1982—1984)
- Holly Kerr (1982)
- Hope Brayman (1982—1984)
- Rebeka Storm (1983—1984)
- Линда Джо Риццо (1983—1984)
- Andrea White Rizzo (1984)
- Christina Criscione (1984—1988)
- Debra «Debbie» Gaynor (1984—1986)
- Chrsty Angelica Muhaw (1984—1985)
- Tricia Wygal (1985—1986)
- Geri Fallo (1986)
- Kim Rowe
- Danielle McKee
- Sandy Lorenzo

Музыканты группы сопровождения:
- Louis Lepore — гитарист
- Tony Mangurian — ударник
- Martin Breson — клавишные
- Johnny Quito — клавишные
- Craig Derry — бэк-вокал
- Marion Rolle — бэк-вокал
- Pamela Moore — бэк-вокал
- Wendell Morrison — бэк-вокал
- Denise Marsa — бэк-вокал

## Дискография

### Альбомы
- 1982: 10¢ a Dance (в Нидерландах назывался Passion)
- 1983: Born to Flirt
- 1984: Made in America
- 1985: Blondes Brunettes & Redheads
- 1986: Questions of the Heart
- 1992: Take A Chance On Me

### Сборники лучших песен
- 1983: Flirt With The Flirts (выпущен только в Нидерландах)
- 1991: The Best Of The Flirts
- 1993: Greatest Hits
- 1996: Passion — The Best Of
- 2001: Physical Attraction

### Синглы
- 1982: «Jukebox (Don’t Put Another Dime) / Boy Crazy» (US Dance: 28-е место[2])
- 1982: «Passion» (Бельгия: 36, Германия: 4[3][4], Нидерланды: 22[5], Швейцария: 4[4], US Dance: 21[2])
- 1983: «Calling All Boys» (Германия: 57)
- 1983: «Danger» (Швейцария: 30)
- 1983: «On The Beach»
- 1984: «Helpless (You Took My Love)» (Германия: 13, Швейцария: 15, US Dance: 12[2])
- 1985: «Dancing Madly Backwards» (Германия: 46, US Dance: 47)
- 1985: «You & Me» (US Dance: 1[2])
- 1986: «Miss You» (US Dance: 15[2])
- 1986: «New Toy» (US Dance: 5[2])
- 1986: «All You Ever Think About Is (Sex)»
- 1988: «A Thing Called Love»